# Preisschild
Als Preisschild wird ein Schild, Aufkleber, Etikett oder Elektronisches Papier an oder bei einer Ware bezeichnet, auf dem der Kaufpreis mit Geldbetrag und Währung angegeben ist.

## Beschreibung
Einige Preisschilder enthalten zusätzliche Informationen wie Artikelbezeichnung, Strichcode zum Scannen an der Kasse oder ergänzende Angaben wie eine Produkt- oder Chargennummer. Im Textilhandel werden Preisschilder mit einer Etikettierpistole an den zu verkaufenden Kleidungsstücken befestigt. Der Verbleib des Preisschildes am Kleidungsstück ist, neben dem Vorhandensein eines Kassenbons, die Voraussetzung für den Umtausch von Textilien.

## Rechtsfragen
In Deutschland sind die Angaben bei der Preisauszeichnung gegenüber den Verbrauchern durch die Preisangabenverordnung (PAngV) geregelt. Danach sind Waren, die in Schaufenstern, Schaukästen, innerhalb oder außerhalb des Verkaufsraumes auf Verkaufsständen oder in sonstiger Weise sichtbar ausgestellt werden, und Waren, die vom Verbraucher unmittelbar entnommen werden können, durch Preisschilder oder Beschriftung der Ware auszuzeichnen (§ 10 Abs. 1 PAngV). Ansonsten sind sie dadurch auszuzeichnen, dass die Behältnisse oder Regale, in denen sich die Waren befinden, beschriftet werden oder dass Preisverzeichnisse angebracht oder zur Einsichtnahme aufgelegt werden (§ 10 Abs. 2 PAngV).

## Beispiele

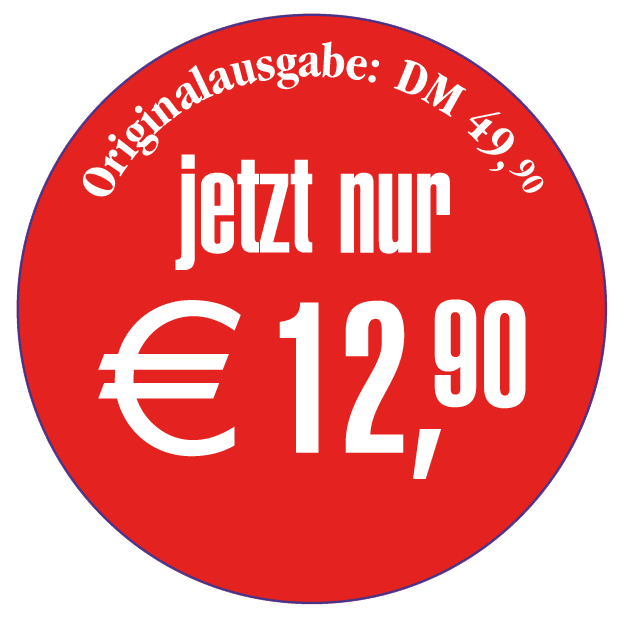
Buchpreissticker für eine Sonderauflage mit niedrigerem Preis
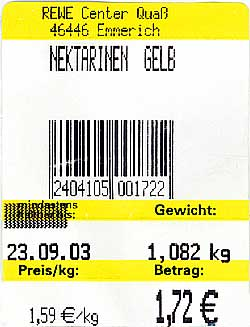
Preisschild für Obst mit einem EAN-Barcode
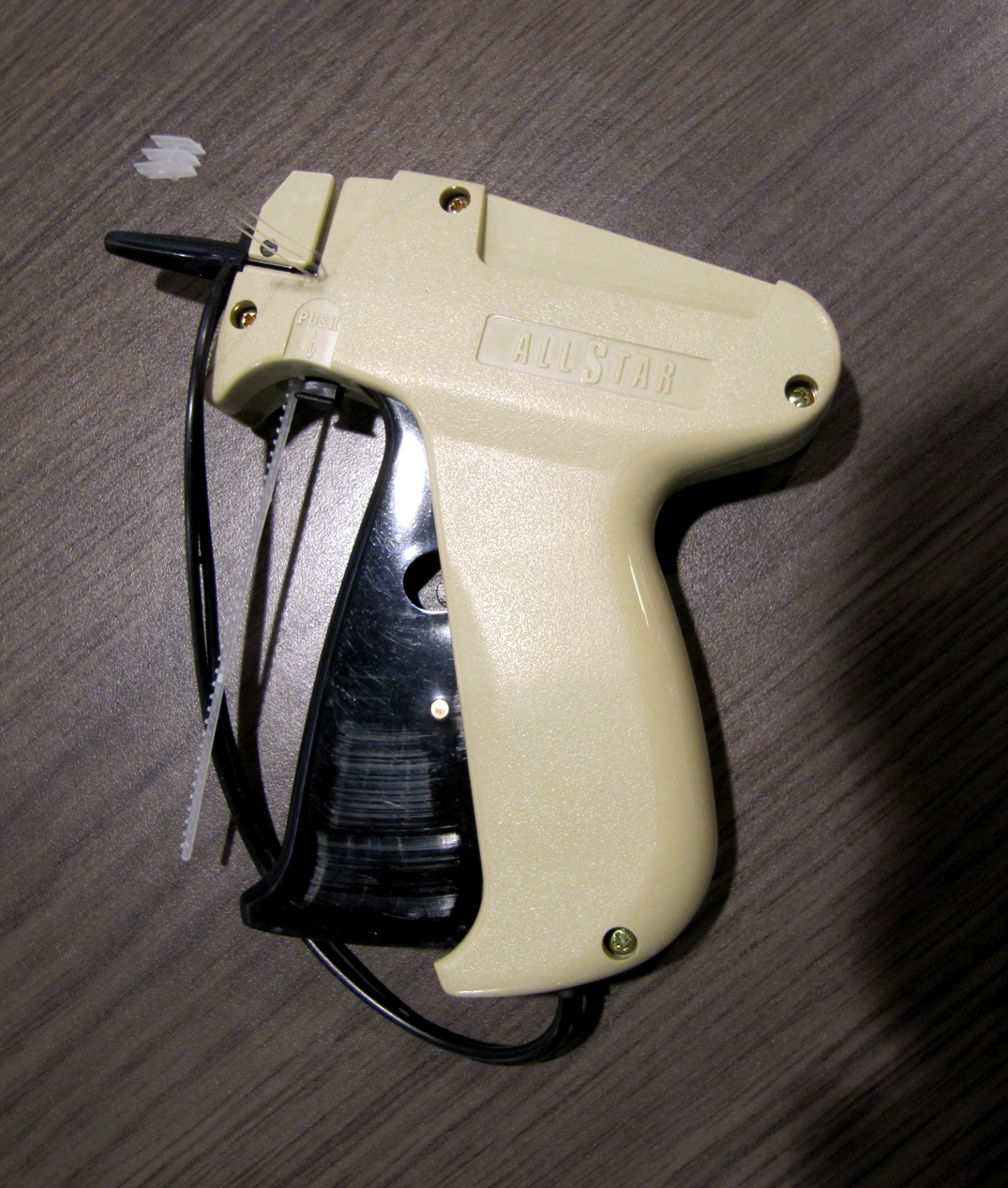
Etikettierpistole „Allstar“, Standard-Modell
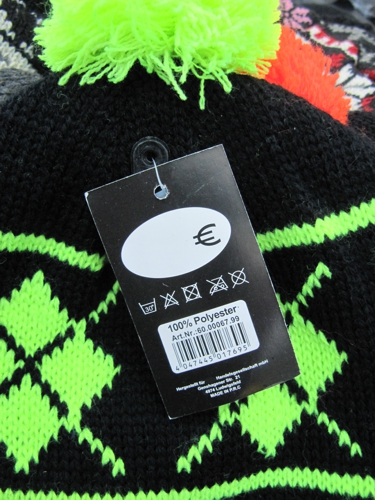
Mit einer Etikettierpistole angebrachtes Etikett an einer Wollmütze
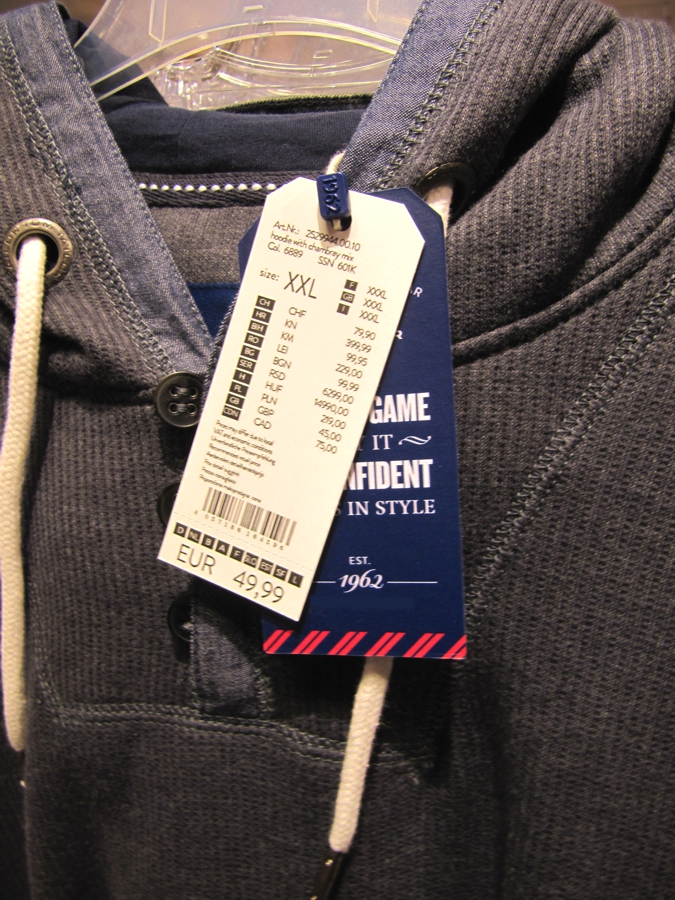
Marken- und Preisetikett an einem Pullover
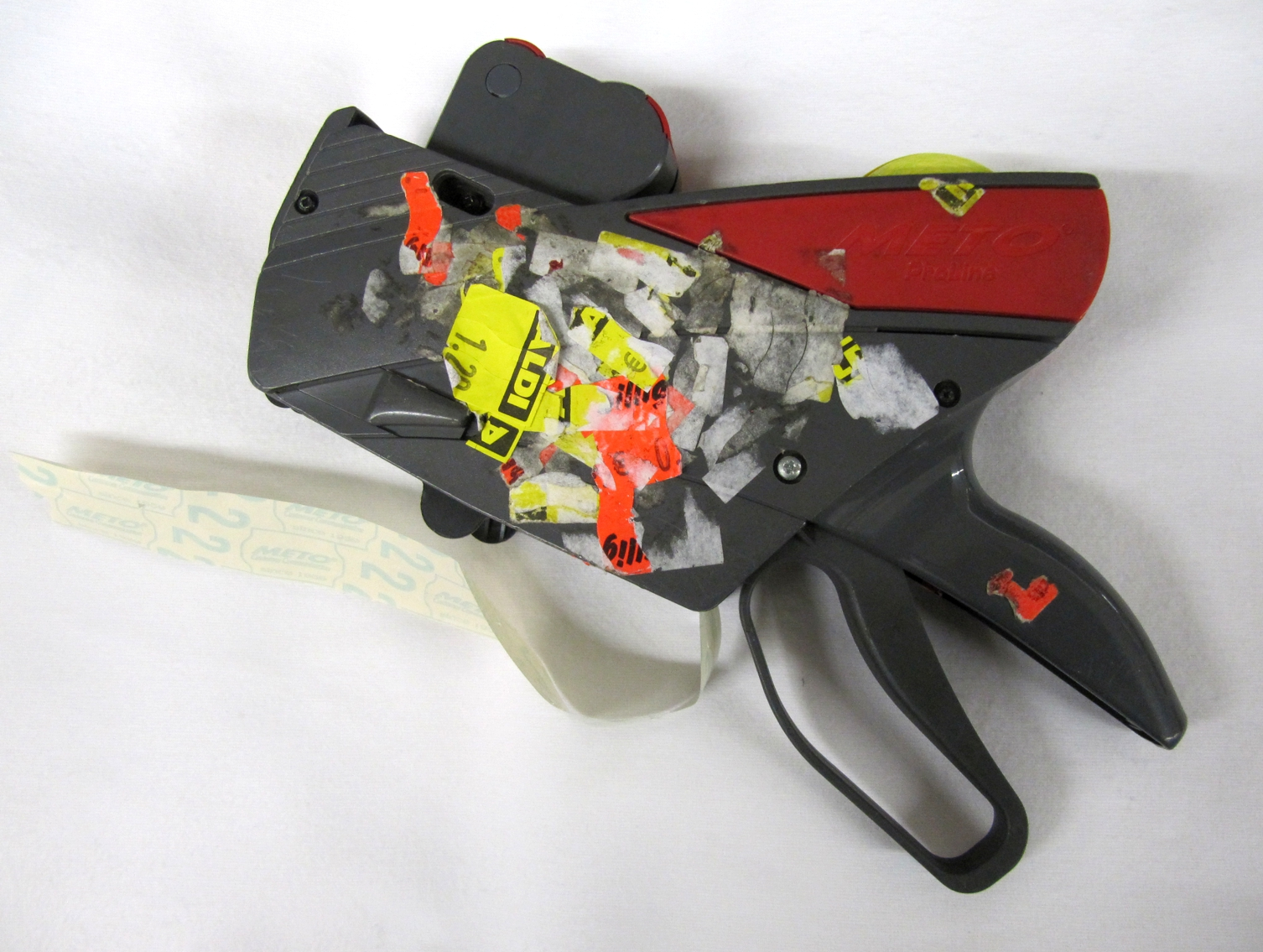
Preisauszeichner „METO ProLine“
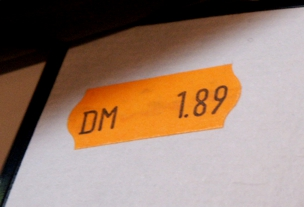
Selbstklebendes Preisschild in DM